# Aspés
Pour la marque italienne de motos, voir Aspes.
Aspés (en castillan : Azpe) est un village de la province de Huesca, situé à environ quinze kilomètres au sud-est de la ville de Sabiñánigo, à 1 250 mètres d'altitude. Il est actuellement inhabité.